# Örebro Open Art

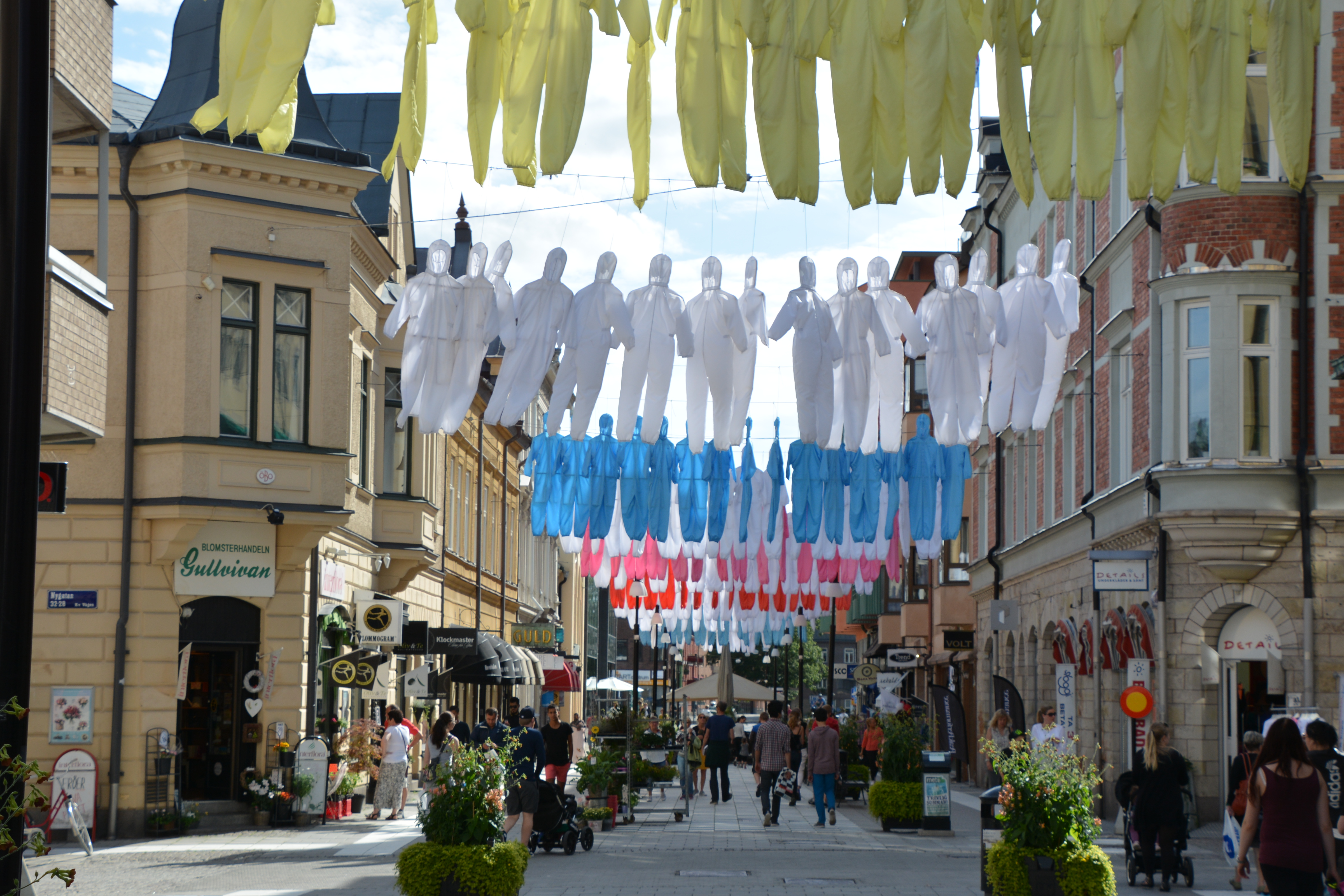
Think Different (How to hang workers' uniforms) över Köpmangatan, 2015

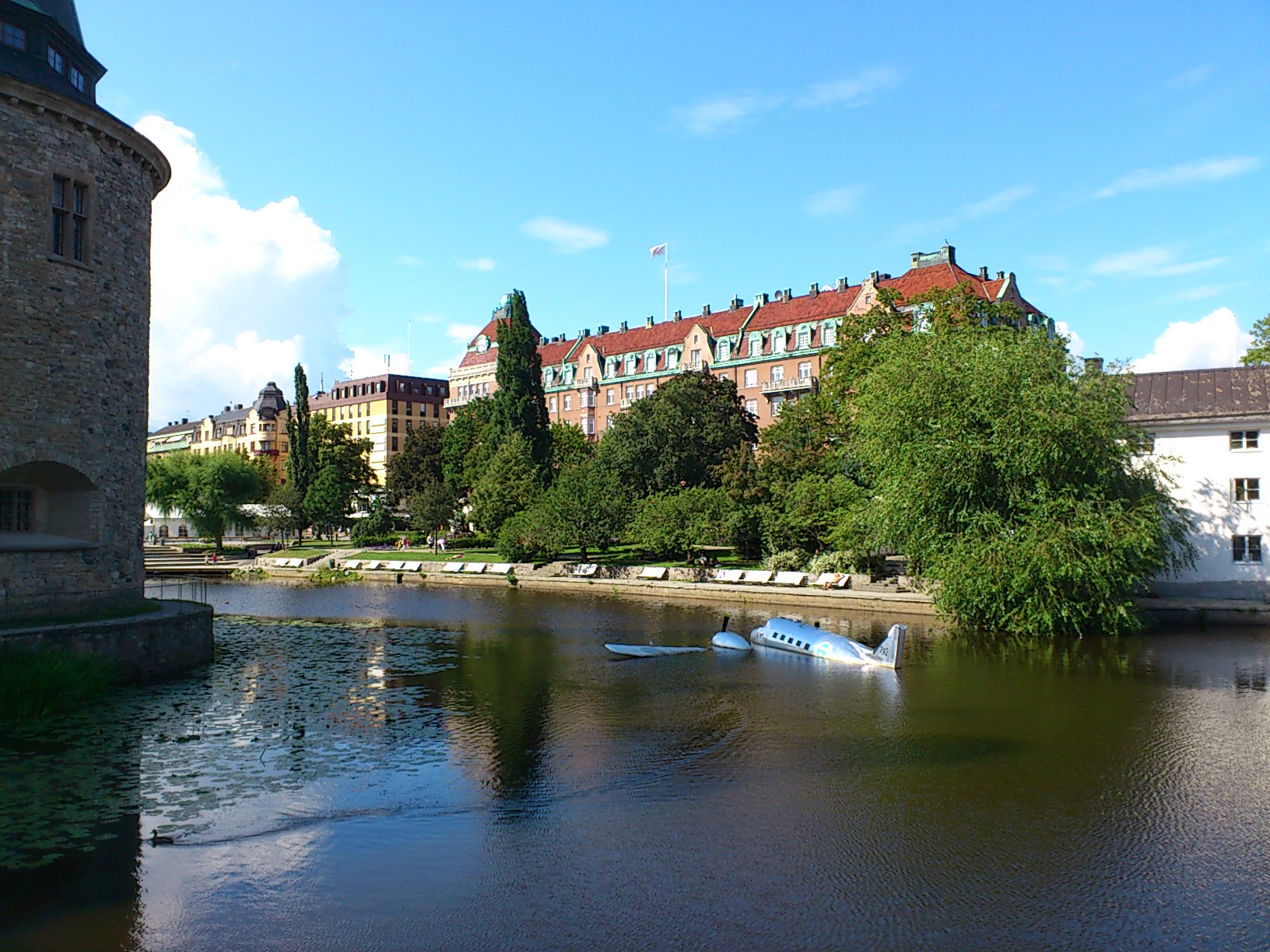
Göran Häggs DC3 i Svartån, 2011

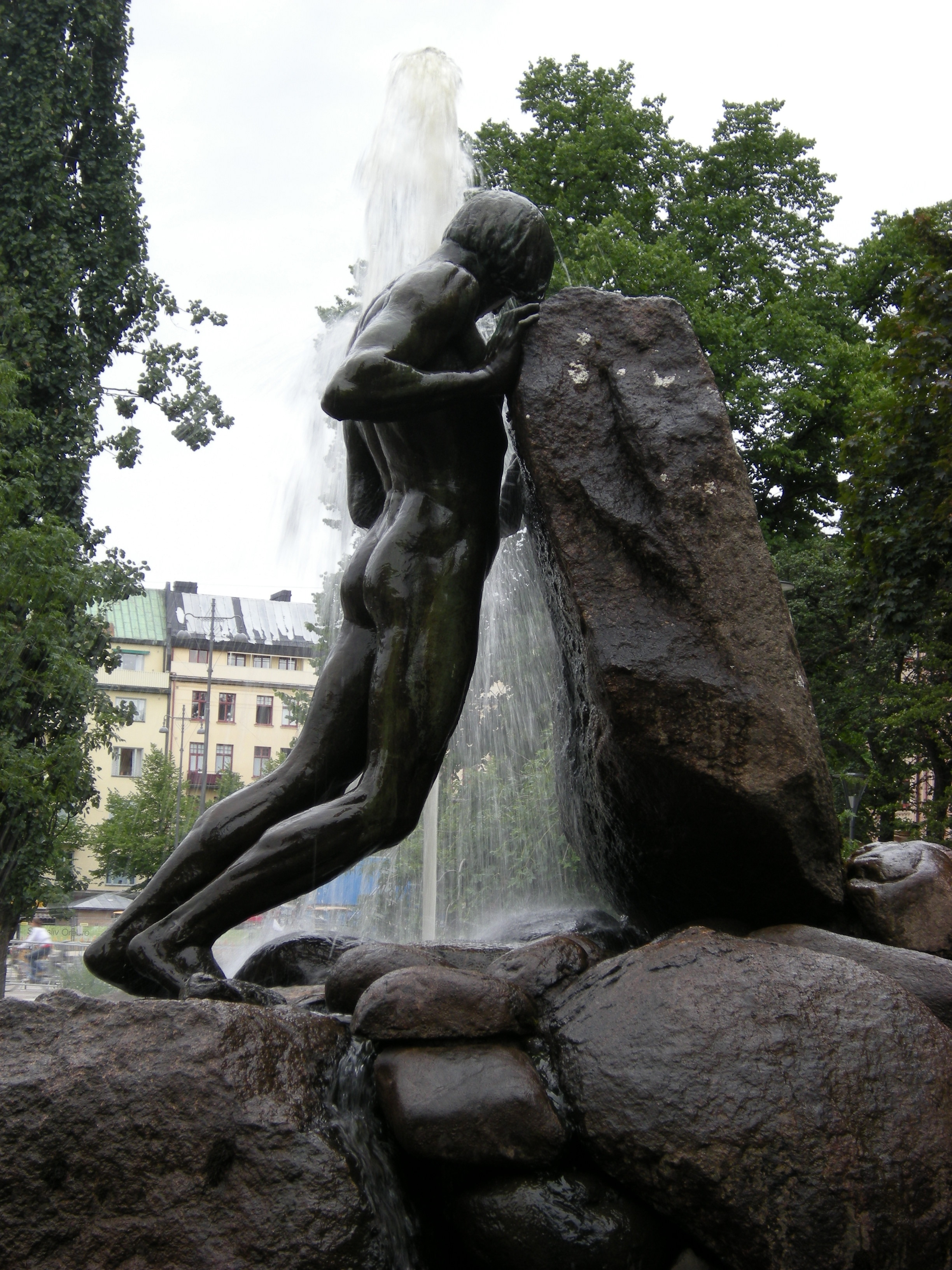
Karl Hultströms Befriaren i Centralparken övertäcktes med skräp, vilket avlägsnades av örebroare.

Örebro OpenArt är en biennal för samtidskonst med konstnärer från hela världen. Ett promenad-museum där mer än 100 konstverk kan upplevas direkt på gator och torg, i köpcentrum, på fasader, runt Slottet, i Svartån och många oväntade platser i centrala Örebro. 
Örebro kommun driver OpenArt med stöd av Region Örebro län, Adolf Lindgrens stiftelse och det lokala näringslivet.
OpenART är ett återkommande evenemang som har arrangerats år 2008, 2009, 2011, 2013, 2015, 2017, 2019, 2022 och 2024 (2021 blev uppskjutet på grund av den rådande covid-19-pandemin). Varje upplaga, ställer OpenArt ut ca 100 konstverk, skapade av samtida konstnärer, lokalt och internationellt kända. Biennalen har varit värd åt en mängd omtalade verk så som "Think Different (How to hang workers' uniforms)" av Ai Weiwei (2015), "Bad Bad Boy" av Tommi Toija (2013), "The Big Yellow Rabbit" av Florentijn Hofman (2011). Verken är endast ett fåtal av de många kreationer som genom åren givit en ovanlig twist åt stadsrummet.
OpenArt syftar till att:
| ” | iscensätta okonventionella och nyskapande möten med konsten, som nu tagit steget ut i det offentliga rummet för att möta en större publik. Just genom att våga bryta mot invanda föreställningar om hur konst skall upplevas skapas en helt ny arena för konsten med Örebro Open Art. Stadskärnan utvecklas till en spännande temporär konstarena. Invanda miljöer bjuder plötsligt på överraskande upplevelser, möten som berör, väcker nyfikenhet och stämmer till eftertanke. | „ |

## Deltagande konstnärer 2008 i urval
- Martin Wickström
- Bård Breivik
- Borut Popenko
- Kaarina Kaikkonen
- Jonas Holmquist
- Vassiliki Falkehag
- Fredrik Wretman
- Kent Karlsson
- Liv Due
- Lotta Öberg-Bakos
- Jon Holm
- Barbara Häggdahl
- James Bates
- Urban Engström
- Justyna Rochala
- Richard Brixel
- Emir Krajisnik
- Torsten Molander
- Henjasaj Koda
- Michael O'Donnell
- Cecilia Jansson
- Johan Wiking
- Hans Petterson
- Thomas Qvarsebo
- Ann Carlsson Korneev
- Altansukh Demberel
- Johan Strandahl
- Patrik Gustavsson
- Lars Agger
- Pär Strömberg
- Peter Svedberg
- Elina Sörensson
- Jonas Nilsson
- Eva Olsson
- Norman Sandén
- Linda Jansson
- Fredric Ilmarson
- Thomas Edetun
- Etta Säfve
- John Rasimus
- Lovisa Ringborg
- Gao Xiang
- Olle Schmidt
- Angus Braithwaite
- David Stamp
- Lina Scheynius
- Jesper Blåder
- Alexander Zika
- Mia Fagergren
- Carin Ellberg
- Urban Engström
- Martin Wickström
- Pär Strömberg
- Kerstin Wagner
- Lars Jonnson
- Giovanna Aguirre
- Evis Magnusson

## Deltagande konstnärer 2009 i urval
- Lars Agger
- Oskar Aglert
- Giovanna Aguirre
- Anna K Andersson
- Daniel Andersson
- Simon Andrews
- James Bates
- Patrik Bengtsson
- Stine Berger
- Erik Berggren
- Berit Berleus
- Conny Blom
- Richard Brixel
- Veronica Brovall
- Lenny Clarhäll
- Sture Collin
- John Daily
- Richard Dinter
- Thomas Edetun
- Anna Ekholm
- Bertil Englert
- Kaipa Gunilla Ericsson
- Magdalena Eriksson
- Frido Evers
- Vassiliki Falkehag
- Per Fredin
- Sonja Gerdes
- Michael Grudziecki
- Patrick Gyllander
- Kazuhiko Hachiya
- Lotta Hannerz
- Zandra Harms
- Kicki Hendahl
- Susanna Hesselberg
- Emil Holmer
- Jonas Holmquist
- Ilona Huss Walin
- Michael Johansson
- Lars Jonnson
- Kent Karlsson
- Mervi Kiviniemi
- Radmila Knezevic
- Emir Krajisnik
- Tim Lehmacher
- Kristina Lindberg
- Ulrika Linder
- Kristoffer Lindfors
- Stefan Lindqvist
- Germund Lindunger
- Jonas Liveröd
- Gambat Logiiraz
- Gustave Lund
- Juan Andres Milanes Benito
- Torsten Molander
- Birgitta Muhr
- Keitetu Murai
- Maria Norefors
- Eva Olsson
- Jon Olzon
- Magnus Pettersson
- Andreas Poppelier
- Thomas Qvarsebo
- Mariel Rosendahl
- Stefan Rydéen
- Norman Sandén
- Christobal Schlenker
- Christian Schwarzwald
- Daniel Segerberg
- Ann Sidén
- Sigmund Skard
- Susanna Slöör
- Atsushi Suzuki
- Peter Svedberg
- Ninia Sverdrup
- Inga S. Søreide
- Peter Tillberg
- Michel Thomas
- Kerstin Wagner
- Karin Ward
- Hideaki Watanebe
- Ivo Weber
- Arvid Wretman
- Tori Wrånes
- Peter Zacsko
- Kristine Øksendal

## Deltagande konstnärer 2011 i urval
- Florentijn Hofman
- Göran Hägg
- Mark Jenkins
- David Lozano
- Jonas Nilsson
- Vincent Olient
- Eva Olsson
- Kimmo Schroderus

## Deltagande konstnärer 2013 i urval
- Pascale Marthine Tayou
- Essi Korva
- Tommi Toija
- Niklas Pedersen
- Julius Popp
- Nisrek Varhonja
- Göran Hägg
- Salah Saouli
- Isaac Cordal
- Yi Zheng Lin
- Kaisu Koivisto
- Villu Jaanisoo
- Amalia Årfelt
- Johan Paalzow
- Diana Soria
- Berit Berleus
- Maxx Figueiredo
- Marc Moser
- Tea Mäkipää
- Kent Karlsson
- Jaakko Pernu
- Linnea Jörpeland
- Pia Männikkö
- Pontus Ersbacken
- Lena Flodman
- Hanna Vihriälä
- Kent Klich
- Knutte Wester
- Jonas Holmquist
- Etta Säfve
- Päivi Häkkinen
- Lars-Erik Wahlberg
- Mikael Åberg
- Åsa Maria Bengtsson
- Maria Wolfram
- Leonid Sokhranski
- Anni Laakso

## Deltagande konstnärer 2015 i urval
- Ai Weiwei
- Susanna Arwin
- Lilian Bourgeat
- Chen Zhiguang
- Cheng Dapeng
- David Černý
- Anton Hjärtmyr
- Ana Jagodic
- Cecilia Jansson
- Peter Johansson
- Ulrike Kessl
- Kristina Lindberg
- Miri Nishri
- Peter Ojstersek
- Josefina Posch
- Roger Rigorth
- Song Dong
- Erwin Wurm
- Willy Verginer
- Yin Xiuzhen

## Deltagande konstnärer 2017 i urval[2]
- Etam Cru
- Chiharu Shiota
- Toxicomano Callejero
- Niklas Fännick
- Kristin Capp
- Greger Ståhlgren
- Ea Ten Kate
- SOB
- Satoshi Murakami
- Nicole Banowetz
- Adriana Affortunati
- Henrik Jonsson
- Brandon Vickerd
- Alexander Creutz
- Elin & Keino
- Yukihiro Taguchi
- Serkan Demir
- Lina Sundin & Jens Erlandsson
- Pekka & Teija
- Anya Blom
- Miler Lagos

## Deltagande konstnärer 2022 i urval

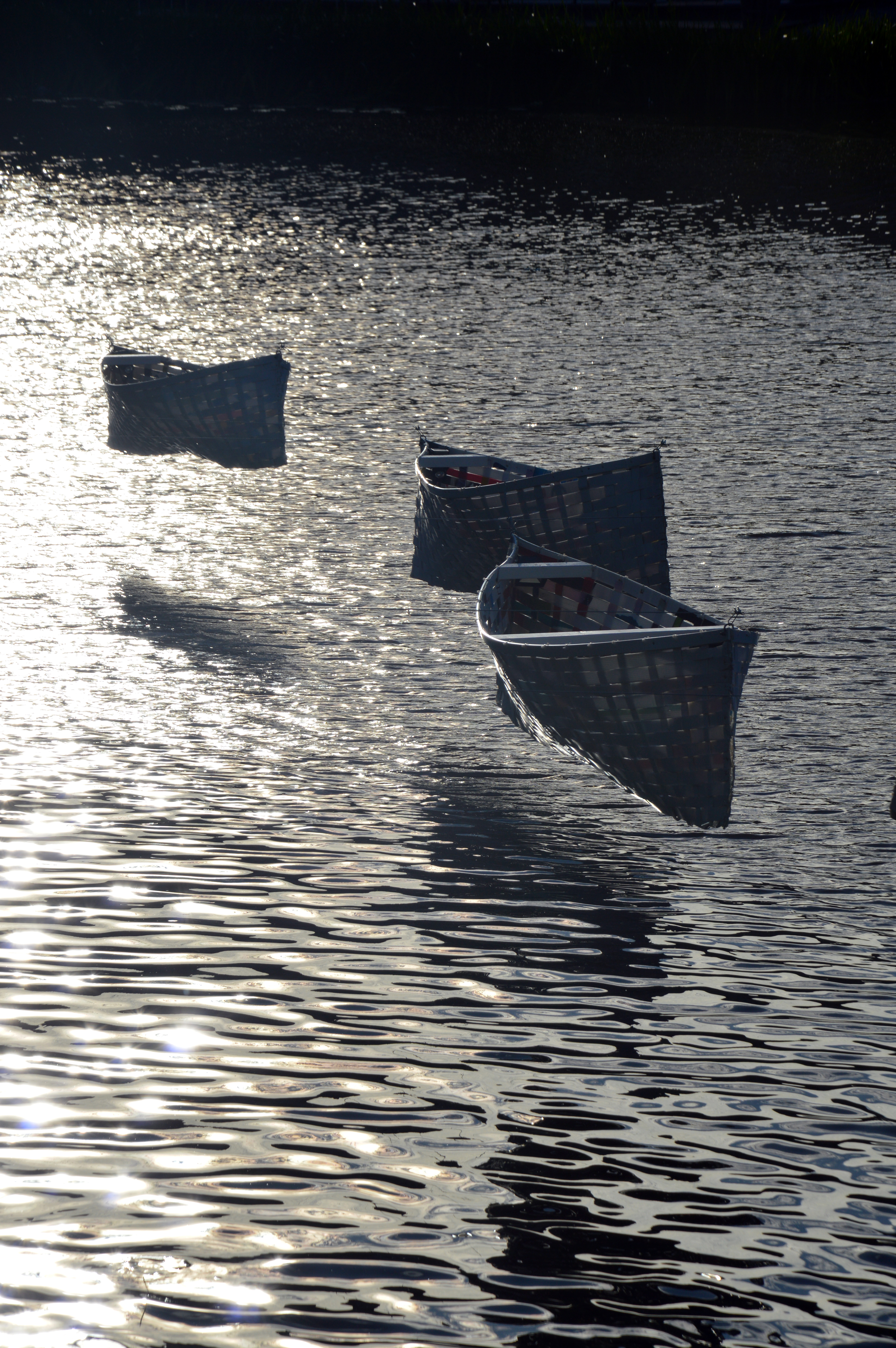
Passage Migratoire i Svartån, 2022

- Abdalla Basher
- Amara Por Dios
- Ana Isabel Diez
- Anastasiia Usenko
- Anna Koben
- Baptiste Debombourg
- Benedetto Bufalino
- Ben Long
- Bianca Hisse
- Christina Bruland
- Daniel Pešta
- David Shrigley
- Eetu Huhtala
- Elisabetta Consonni
- Frida Ingha
- Front404
- Giorgia Volpe
- Håkan Lidbo
- Henrik Jonsson
- Hugh Livingston
- Ingrid Ogenstedt
- Malin Tivenius
- Mats Lodén
- Michelangelo Penso
- Myroslava Usenko
- Odour Odessa
- Reza Kianpour
- Robert Söderqvist
- Sidsel Bonde
- Susanne Schmidt-Nielsen
- Tanya Preminger
- Tedde Twetman
- Tobias Bradford